# Mons Pico

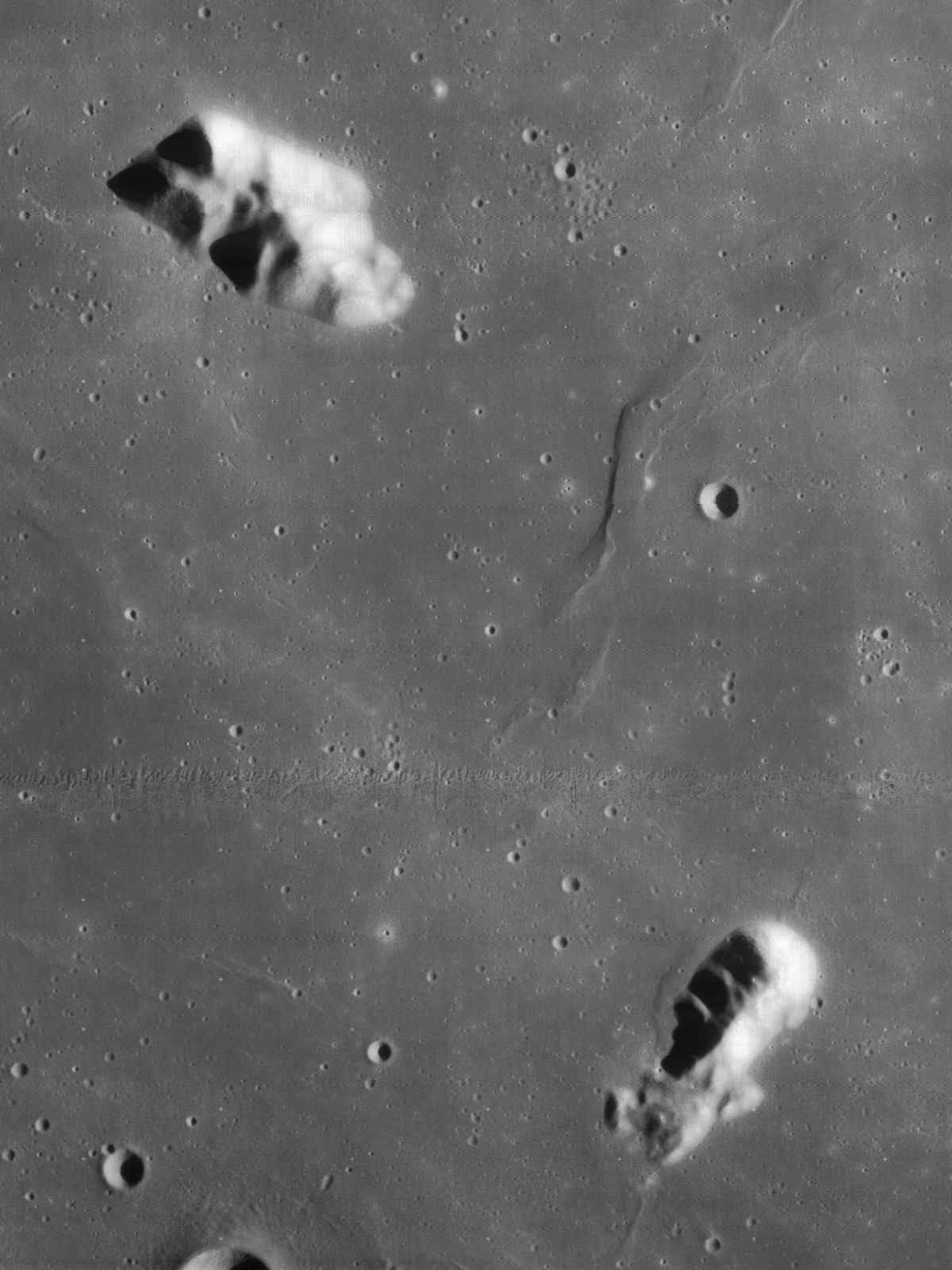
Le Mons Pico (en haut de cette photo prise par Lunar Orbiter 4.

Le Mons Pico (46, −9) est un massif montagneux lunaire. C'est une montagne de la région nord-est de la Mer des Pluies. Elle fait 15 × 25 km à sa base et est haute de 2 400 mètres. Elle servit de base pour comparer les hauteurs des autres sommets lunaires. Le nom de la montagne a été mis sur le scientifique Johann Schröter, en l'honneur du Teide sur l'île de Tenerife.